# (533206) 2014 DE143
(533206) 2014 DE143 est un objet transneptunien de la famille des cubewanos et une planète naine potentielle.